# Sigarang Garang
Sigarang Garang is een bestuurslaag in het regentschap Karo van de provincie Noord-Sumatra, Indonesië. Sigarang Garang telt 1489 inwoners (volkstelling 2010).